# Lochotín (vojenský újezd Hradiště)
Lochotín (německy Lochotin) je částečně zaniklá vesnice ve vojenském újezdu Hradiště v okrese Karlovy Vary. Stál v Doupovských horách deset kilometrů severovýchodně od Bochova v nadmořské výšce okolo 715 metrů.

## Název
Název vesnice je odvozen z osobního jména Lochota ve významu Lochotův dvůr. V historických pramenech se objevuje ve tvarech: Lochotyn (1357 a 1369), Lokotyn (1384), Lobotyn (1385), Lochotyn (1403), Lochotin (1457), Lochating (1604), Lochotin (1623 a 1654), Lochating (1791) a Lochotin (1847).

## Historie
První písemná zmínka o Lochotínu je z roku 1357. O dva roky později ve vsi sídlil Miroslav z Lochotína, který měl patronátní právo k lochotínskému kostelu. Ten ročně odváděl papežský desátek ve výši šesti grošů, a patřil tak k nejchudším v okolí. Dalšími držiteli vsi byli Gozliv Mechauer a po něm do roku 1405 Dětřich Smetánka z Lochotína a na Chyších. Vesnice v té době bývala manským statkem hradu Andělská Hora. Na začátku patnáctého století ji získali příslušníci lochotínské větve rodu Haugviců. Posledním z nich byl v Lochotíně Bušek Haugvic, který vesnici roku 1460 prodal Mikuláši Kfelířovi ze Zakšova.
V šestnáctém století už Lochotín k Andělské Hoře nepatřil. Vlastnili jej páni ze Šparneku, za nichž se v okolí rozšířilo luteránství. V roce 1567 vesnici koupil Sezima Miřkovský, majitel panství Verušičky, a osvobodil ji od manských povinností. Od roku 1601 panství vlastnil Štefan Šlik, ale o dva roky později prodal Lochotín s poplužním dvorem, ovčínem, pivovarem a mlýnem za pět tisíc kop míšeňských grošů Václavovi staršímu Štampachovi ze Štampachu a na Valči. Od té doby vesnice sdílela osudy valečského panství až do zániku patrimoniální správy.
Během třicetileté války byla vesnice silně poškozena. Po válce v ní podle berní ruly z roku 1654 žili čtyři sedláci a dva chalupníci. Dalších šest usedlostí bylo pustých. Hospodáři měli celkem patnáct potahů a chovali dvacet krav, třicet jalovic, šest ovcí, jedenáct prasat a tři kozy. Chov dobytka byl hlavním zdrojem obživy, ale lidé se přivydělávali výrobou příze, jeden sedlák provozoval hospodu a jeden chalupník pracoval jako tesař.
Podle tereziánského katastru z roku 1748 ve vsi stál vrchnostenský mlýn s pilou a lochotínská farnost měla 122 farníků. Škola ve vsi byla už v roce 1769, ale školní budovu nechal postavit až František Korba z Weidenheimu. Vysvěcena byla v roce 1833.
V devatenáctém století vesnici postihly dvě povodně. K první došlo roku 1827, kdy byly zaplaveny louky s částí vsi. V roce 1895 ucpaly ledové kry koryto potoka. Obyvatelé před vodou zachránili dobytek, ale drůbež se jim zachránit nepodařilo. V letech 1863–1865 se díky infikované vodě v obecní studni nakazilo 72 obyvatel břišním tyfem. Sbor dobrovolných hasičů byl založen roku 1873.
V průběhu první světové války padlo lochotínských 21 mužů a do vsi se přistěhovalo deset Židů z Haliče. Památku zemřelých připomínal pomník z roku 1932, ale během odsunu obyvatel po druhé světové válce jej Němci údajně zakopali. Za první republiky v Lochotíně fungovaly tři obchody se smíšeným zbožím, dva hostince a řemeslo provozovali řezník, tři ševci, dva truhláři, dva kováři, kolář a holič. Horní mlýn byl upraven na pilu a Dolního mlýna se zpracovával len a fungovala u něj olejna.
Po uzavření Mnichovské dohody Lochotín 5. září 1938 obsadila německá armáda. Bojů druhé světové války se zúčastnilo osmdesát mužů z vesnice. Koncem války do vesnice přišli na nucené práce dělníci z Polska a Srbska, kteří 12. května 1945 začali zabavovat potraviny obyvatel. Rudá armáda ve vsi zřídila posádku 3. června 1945. Po válce byla 2. září otevřena česká škola a během podzimu v roce 1945 začaly odsuny německých obyvatel.
V roce 1951 vzniklo lochotínské jednotné zemědělské družstvo, ale neprosperovalo. Roku 1953 bylo zrušeno a vesnice vysídlena v důsledku zřízení vojenského újezdu. Dochoval se z ní jen kostel a zříceniny několika domů. Většina dalších byla zbořena, čehož využili filmaři při natáčení filmu Tankový prapor.

## Přírodní poměry
Lochotín stával v katastrálním území Radošov u Hradiště v okrese Karlovy Vary, asi čtyři kilometry severozápadně od Velkého Hlavákova. Nacházel se v nadmořské výšce okolo 715 metrů v jihovýchodní části Doupovských hor, konkrétně v jejich okrsku Hradišťská hornatina. Půdní pokryv v okolí zaniklé vsi tvoří kambizem eutrofní. Místem, kde vesnice stávala, protéká Lochotínský potok.
V rámci Quittovy klasifikace podnebí Lochotín stál v chladné oblasti CH7, pro kterou jsou typické průměrné teploty −3 až −4 °C v lednu a 15–16 °C v červenci. Roční úhrn srážek dosahuje 850–1000 milimetrů, sníh zde leží 100–120 dní v roce. Mrazových dnů bývá 140–160, zatímco letních dnů jen 10–30.

## Obyvatelstvo
Při sčítání lidu v roce 1921 zde žilo 432 obyvatel (z toho 215 mužů), z nichž byli dva Čechoslováci, 426 Němců a čtyři cizinci. Kromě tří židů byli římskými katolíky. Podle sčítání lidu z roku 1930 měla vesnice 393 obyvatel: 391 Němců a dva cizince. Až na dva židy se hlásili k římskokatolické církvi.
|           | 1869 | 1880 | 1890 | 1900 | 1910 | 1921 | 1930 | 1950 |
| --------- | ---- | ---- | ---- | ---- | ---- | ---- | ---- | ---- |
| Obyvatelé | 498  | 529  | 539  | 470  | 468  | 432  | 393  | 67   |
| Domy      | 84   | 89   | 89   | 86   | 87   | 87   | 87   | 64   |

## Obecní správa
Při sčítáních lidu v letech 1869–1930 byl Lochotín obcí v okrese Žlutice. Po druhé světové válce se stal vládním komisařem pro Lochotín, Malý Hlavákov a Velký Hlavákov hajný Slavík, který se do Lochotína přistěhoval 10. června 1945. Následujícího roku byla jeho funkce zrušena a nahradila ji místní správní komise.

## Pamětihodnosti
Ve zbytcích vesnice stojí barokní kostel Nanebevzetí Panny Marie. Kostel byl původně dřevěný, ale po požáru za třicetileté války byl obnoven a jeho dominantou se stala 37 metrů vysoká věž. K vybavení kostela patřila gotická socha Madony, po restaurování uložená v diecézním muzeu v Plzni. Obrazy čtrnácti svatých pomocníků z hlavního oltáře byly přestěhovány do kostela svatého Jana Nepomuckého v Nových Hamrech. Okolo kostela se nachází pozůstatky hřbitova, na kterém se pohřbívali také zemřelí z Kopáčova, Malého Hlavákova a Jeseně. Dne 8. září se ke kostelu každoročně konaly poutě.
Jihovýchodně od vesnice se zvedá Zlatý vrch, v jehož vrcholové části se dochovaly pozůstatky dolu z přelomu šestnáctého a sedmnáctého století. Není jasné, která surovina se v dole dobývala.